# Напівода
Напівода (пол. Napiwoda, нім. Grünfließ) — село в Польщі, у гміні Нідзиця Нідзицького повіту Вармінсько-Мазурського воєводства.
Населення — 823 особи (2011).
У 1975-1998 роках село належало до Ольштинського воєводства.

## Демографія
Демографічна структура станом на 31 березня 2011 року:
|          | Загалом | Допрацездатний вік | Працездатний вік | Постпрацездатний вік |
| -------- | ------- | ------------------ | ---------------- | -------------------- |
| Чоловіки | 416     | 92                 | 306              | 18                   |
| Жінки    | 407     | 90                 | 254              | 63                   |
| Разом    | 823     | 182                | 560              | 81                   |